# Wöhrdener Loch / Speicherkoog Dithmarschen
Im nördlichen Teil des Kooges liegt das 495 Hektar große Wöhrdener Loch / Speicherkoog Dithmarschen. Die Flächen sind von einer charakteristischen Pflanzenwelt besiedelt, die einerseits auf der Salzwiese und andererseits auf der heimischen Wiese vorkommen.
Um den Lebensraum für typische Küsten- und Wiesenvögel im Naturschutzgebiet Wöhrdener Loch zu erhalten und der Verbuschung Einhalt zu bieten, wird ein Beweidungsmanagement durchgeführt. Bestandteil dieses Eingriffs sind einerseits grasende Konik-Pferde, Schafe und Galloway-Rinder, die als „natürliche Rasenmäher“ eingesetzt werden, und andererseits wird durch Mahd der Altschilfflächen von einer Spezialfirma die Schilfvegetation zunächst kurz gehalten. Danach wird den Tieren ermöglicht, ab dem Frühjahr die ersten schmackhaften Triebe des Schilfs wegzufressen und ein zuwachsen durch Schilf zu verhindern.
Im Februar 2020 wurden allerdings sieben Konik-Pferde in dem Gebiet tot aufgefunden (vier Fohlen und drei Stuten); sie starben an Unterernährung. Der Besitzer der Pferde, der Naturschutzbund (NABU), weist jede Schuld von sich und verweist auf zwei Schäfer. Die Fläche, auf der die Wildpferde-Art eingezäunt lebt, biete nicht genug Nahrung. Im September 2020 wurden die letzten Koniks eingefangen und sollen verkauft werden.
Am westlichen Rand des Wöhrdener Lochs stand eine Beobachtungshütte, durch die man geschützt auf die Salzwiese des ehemaligen Wöhrdener Priels mit und ohne Fernglas schauen konnte. Sie ist am 16. Februar 2017 abgebrannt.

Bilder aus dem Wöhrdener Loch
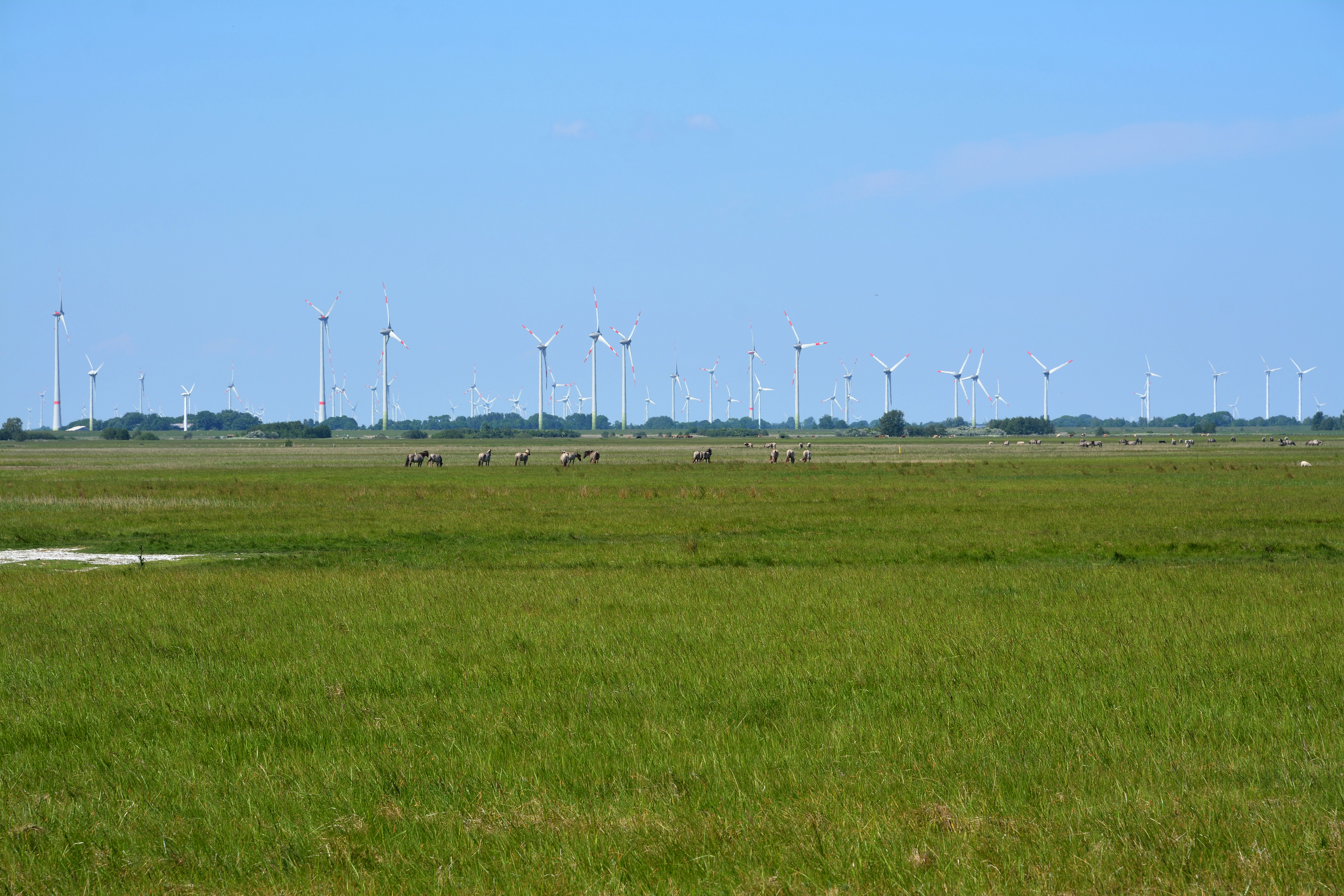
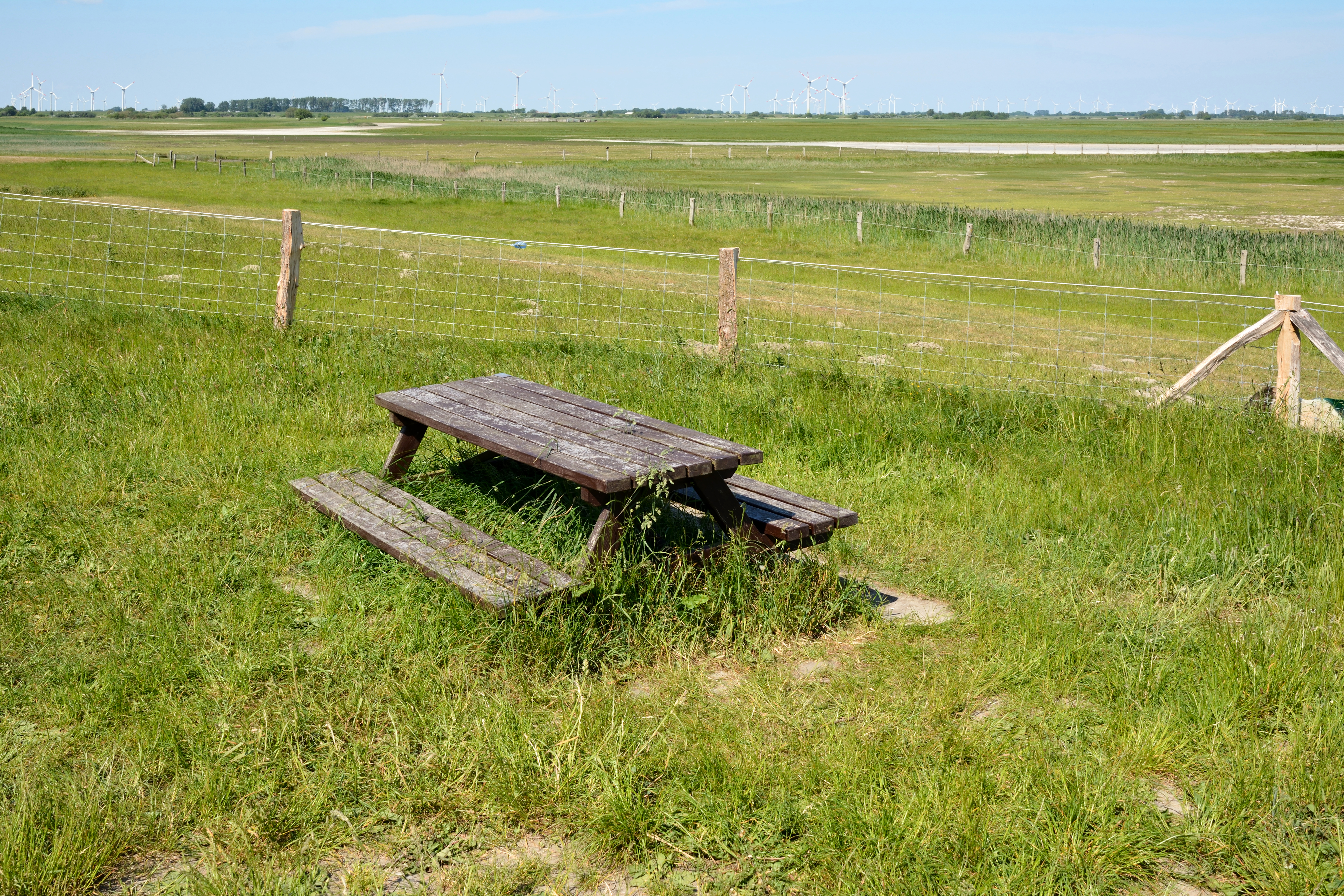
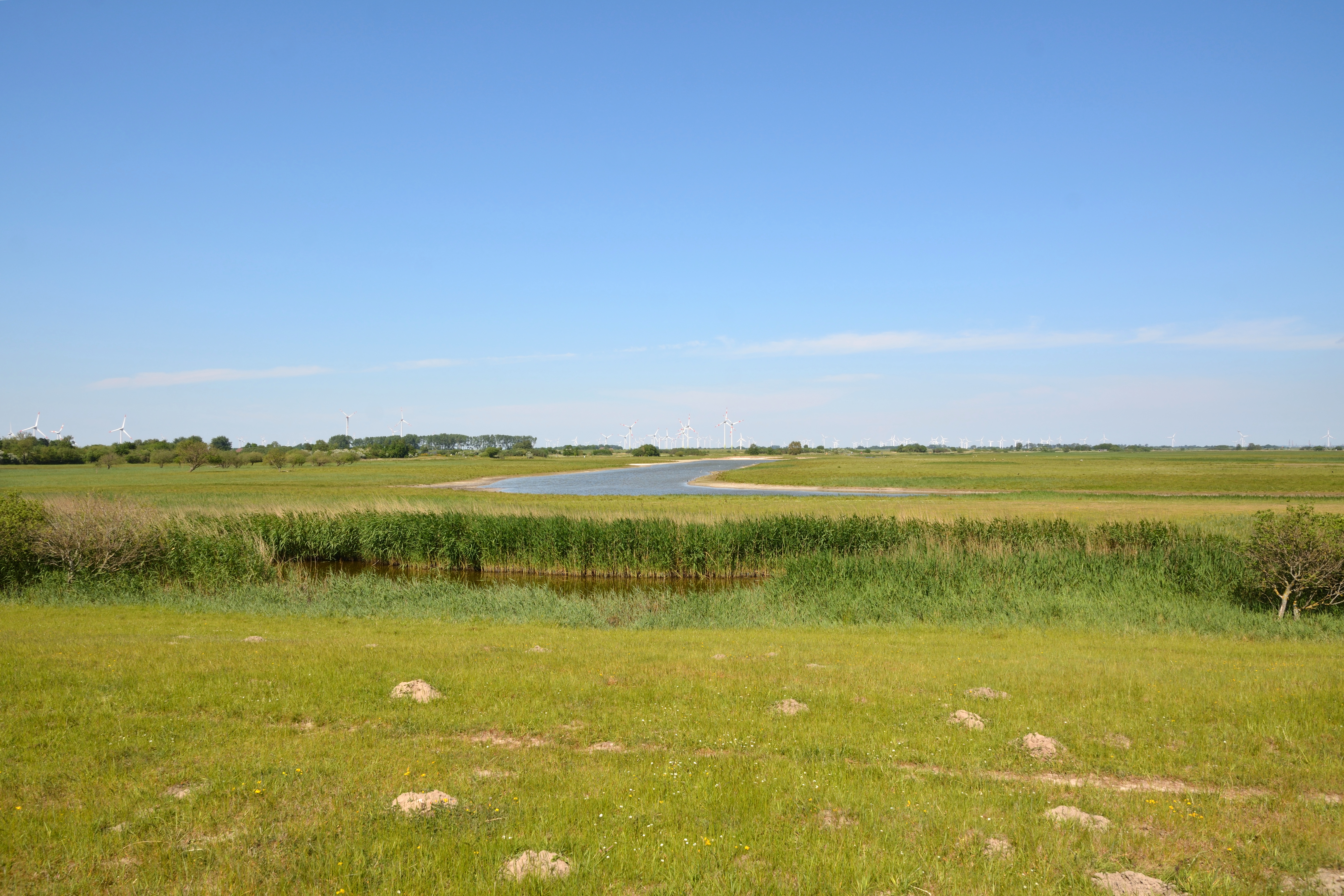
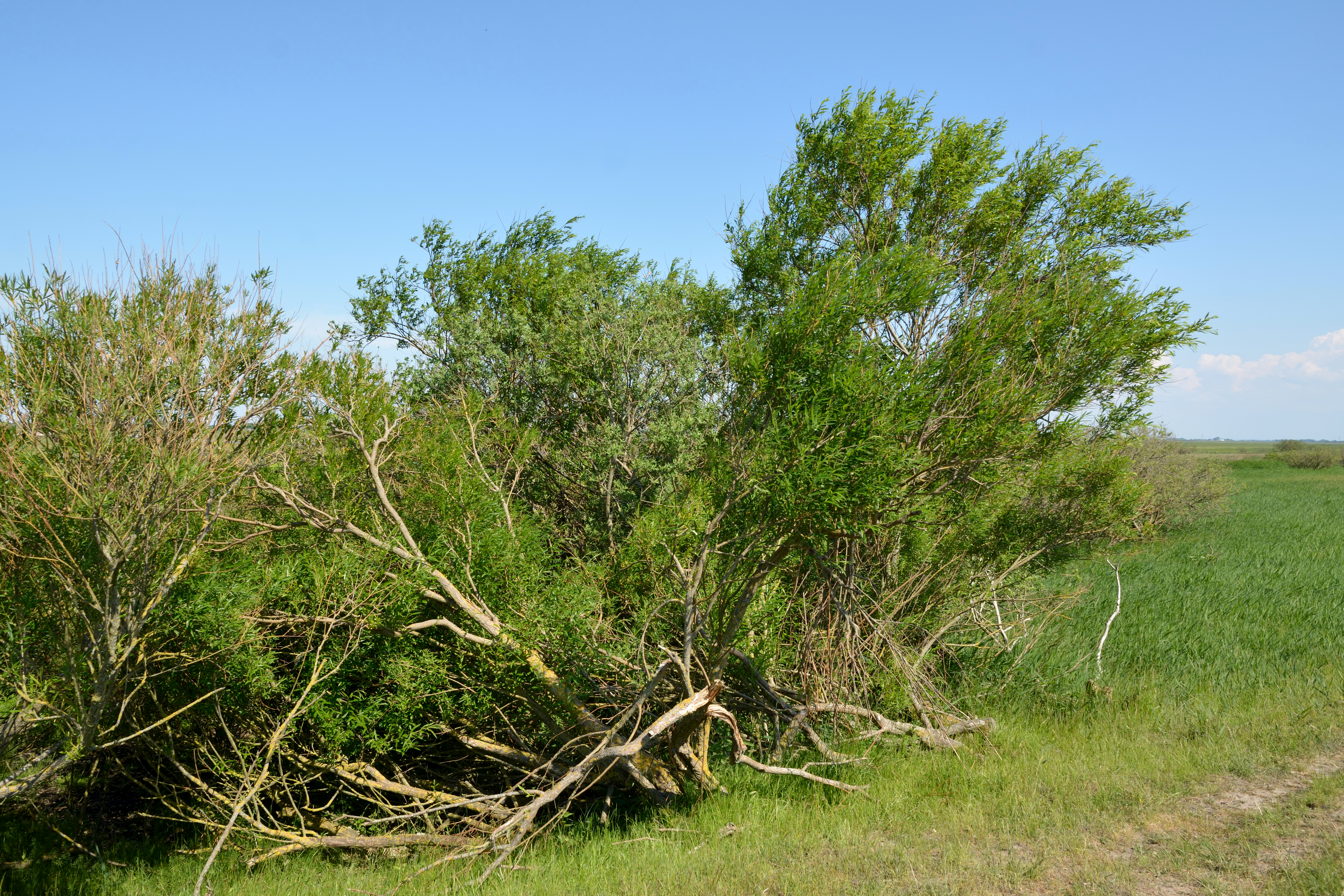